# Tonlé San
Le Tonlé San (aussi connu sous le nom de Sesan) est une rivière du Viêt Nam et du Cambodge.

## Géographie

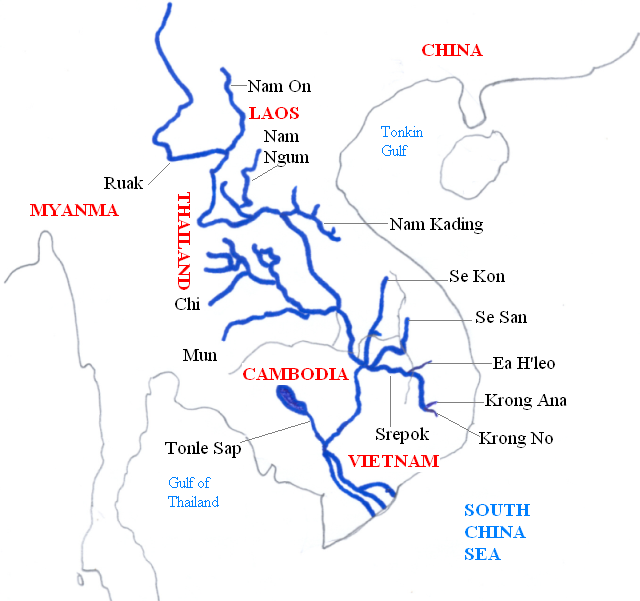
Le Se San dans le bassin du Mékong.

Né au Viêt Nam, près de la frontière avec le Laos, il s'écoule d'abord vers le sud, traverse le lac artificiel Ya Ly, puis marque la frontière entre le Viêt Nam et le Cambodge sur une vingtaine de kilomètres. 
Après avoir pénétré au Cambodge, il s'oriente vers l'ouest, traverse la province de Rotanah Kiri et rejoint le Mékong à Stoeng Treng (13° 32′ 09″ N, 105° 57′ 54″ E). Son bassin couvre environ 17 000 km2.